# Fuck you, prof! 2
Fuck you, prof! 2 (Fack ju Göhte 2) è un film commedia tedesco del 2015 diretto da Bora Dağtekin.
Si tratta del sequel di Fuck you, prof!, film del 2013.

## Trama
L'ex rapinatore di banche Zeki Müller dubita della sua idoneità a continuare a lavorare come insegnante presso il liceo scientifico Goethe. Cerca di rivedere la sua fedina penale con Photoshop. Nemmeno la terapia di agopuntura, a cui la sua fidanzata Elisabeth "Lisi" Schnabelstedt lo ha costretto a sottoporsi, non può migliorare il suo attuale stato mentale.
Quando viene a sapere che un ex complice deceduto ha nascosto il suo bottino nel serbatoio dell'auto di Zeki durante la fuga, è in realtà in grado di recuperare diamanti per un valore di decine di migliaia di euro. Con l'intenzione di lasciare presto il suo lavoro di insegnante, la nasconde a casa in un peluche. Tuttavia, questo viene raccolto poco dopo da Lisi e messo in un contenitore per le donazioni dello Schiller Gymnasium. Zeki irrompe nella scuola rivale, dove incontra l'insegnante troppo impegnato Hauke Wölki. Tuttavia, si scopre che il container è già in viaggio verso la scuola partner in Thailandia.
Dal momento che la preside Gerster sta pianificando di andare in gita scolastica all'estero insieme allo Schiller Gymnasium per aumentare le possibilità di ricevere finanziamenti, Zeki accetta di andare in Thailandia con la sua classe. Tuttavia, solo gli studenti e gli insegnanti del club ambientalista sono ammissibili e il capo del gruppo di lavoro, la signora Leimbach-Knorr, rifiuta il viaggio. Alla conferenza degli insegnanti, propone invece Föhr. Gli studenti di Zeki scambiano quindi i loro tranquillanti con una droga psichedelica, al che la signora Leimbach-Knorr fa i capricci e viene ricoverata in un ospedale psichiatrico.
All'aeroporto, una bottiglia d'acqua a forma di bomba a mano viene scoperta nel bagaglio a mano di Lisi, che gli studenti avevano nascosto lì per scherzo. Lisi viene quindi portata via dalla polizia e non può prendere parte al viaggio. Dopo alcune turbolenze sull'aereo, Zeki prende accidentalmente troppi sonniferi e cade in un sonno profondo. Dopo essere arrivato a Bangkok, Danger porta la classe nel centro della città, dove visitano un club e fanno festa eccessivamente. Zeki si sveglia un po' più tardi e ha grandi difficoltà a rimuovere i suoi studenti dal club.
Il giorno successivo, il gruppo arriva a Ban Nam, in Thailandia, dove si trova anche la scuola partner. Di notte, il gruppo di Zeki si reca in un vecchio complesso militare del quartiere, dove sono conservate le donazioni del container; Meike trova il peluche in cui si nasconde la refurtiva di Zeki, ma lo mette segretamente in tasca perché è anche la mascotte della scuola. Il giorno successivo, entrambe le scuole visitano un vecchio complesso di templi, dove Zeki nota come uno studente dello Schiller Gymnasium ruba il peluche che sta cercando dalla borsa di Meike. Questo porta a una rissa tra lui e Hauke Wölki.
Gli studenti di Zeki si insospettiscono, rapiscono e "torturano" uno studente dell'altra scuola, che rivela la posizione del peluche. Affrontano Zeki riguardo al ritrovamento e lo accusano di volerli abbandonare, anche se aveva promesso di sostenerli fino al diploma di scuola superiore. Tuttavia, poiché Zeki non risponde, Chantal e Danger fuggono con i diamanti. Rubano una barca e Zeki li segue con il parapendio attaccato alla barca con una corda. Quando Danger rompe l'acceleratore del motoscafo e la barca si dirige verso uno scoglio, Chantal e Danger saltano giù dalla barca. Zeki riesce a salvarsi all'ultimo momento separando il parapendio dalla corda, mentre la barca esplode e affonda in fondo al mare con i diamanti.
Più tardi, gli studenti si scusano con Zeki. Come punizione, Chantal e Danger devono tuffarsi per i diamanti nel punto in cui la barca è affondata; Ma non hanno mai avuto esperienza subacquea. Poco dopo, subiscono un'imboscata da un sinistro gruppo mascherato che li aveva già attaccati in precedenza. Si scopre che sono orfani del disastro dello tsunami di dieci anni fa. Zeki riesce a convincerla a tuffarsi per i diamanti per lui, cosa che alla fine ci riesce.
Tornati alla vecchia struttura militare, gli studenti del liceo Goethe si rendono conto che non c'è alcuna campagna di raccolta fondi da parte del ginnasio Schiller. Piuttosto, la scuola utilizza i soldi delle donazioni per coltivare cannabis. Hauke Wölki si rivela essere l'iniziatore e sfrutta gli orfani come lavoratori della piantagione. Zeki versa benzina sulle fabbriche di droga e le dà alle fiamme quando arriva Hauke Wölki. Cerca di spegnere l'incendio, ma viene abbattuto da un tubo che cade. Zeki lo tira fuori dalla zona di pericolo.
Nell'edificio della scuola partner thailandese, gli studenti di Zeki scattano foto volgari con Hauke Wölki, inizialmente ancora incosciente. Con questi, viene ricattato da Zeki per dare alla scuola comprensiva Goethe la partnership con la scuola thailandese. Zeki usa i soldi per i diamanti per acquistare materiale per un orfanotrofio, che costruisce con i suoi studenti. Sul posto, il regista Gerster vuole conquistare Zeki come volto della campagna pubblicitaria di GGS, ma insiste per apparire solo insieme a Lisi. In occasione di una celebrazione finale, tutti possono esprimere un desiderio. Chantal vuole che Zeki rimanga un insegnante, cosa che lui assicura.

## Distribuzione
Il film è uscito nelle sale tedesche il 10 settembre 2015. In Italia la pellicola è stata distribuita nei cinema il 14 settembre 2016.

## Sequel
Il sequel Fuck you, prof! 3 è stato annunciato il 27 gennaio 2017 ed è uscito il 26 ottobre 2017.